# قطع مرجاني
قَطع مُرجاني (بالإنجليزية: Coral cut)‏ هو نوع شَديد من الإصابات الجلدية، يحدثُ بسبب قطع هياكل المرجان.:42